# 袁永熙
袁永熙（1917年—1999年12月13日）贵州修文人，中国共产党官员，曾任中共西南联大党支部书记、党总支书记，中共云南省工委青委委员，中共北平地下党“南系”的学运主要负责人，中共清华大学党委书记，第六、七届全国政协委员。他是陈布雷的女婿，陈琏的丈夫。

## 生平

### 早年生涯
袁永熙祖籍贵州省修文县。祖父是清朝末年负责黄河水利的官员；大姑是盛京将军赵尔巽之子赵天赐的妻子；二姑是徐世昌的儿媳妇。 父亲袁祚廙，早年在袁世凯的新军当文书，北洋政府向日本大借款时，他是营口海关负责人，段祺瑞执政时，迁居天津，在天津意租界盖别墅，娶了三房姨太太，经营粮油生意，投资枣庄煤矿，同时在安徽凤阳海关任职。
1928年，袁永熙全家迁居北平，住后海米粮库4号的一栋二层楼房。当时，其父袁祚廙的官职被免，生意亏本。袁永熙1932年初中毕业于育英中学， 1935年高中毕业于师大附中。他经常到清华大学，和孙国华教授之弟孙国梁、朱自清教授之女朱彩芷等人一起阅读进步书刊，讨论时事。中共崇德中学党支部书记力易周后来回忆说：“他是地下党的培养对象。”
高中毕业后，为考清华大学，袁永熙学习过于用功，患肺结核而吐血。一二·九运动兴起时，孙国梁、朱彩芷等人加入“中华民族解放先锋队”，袁永熙的哥哥则在北平郊区福寿岭一带组织中学生进行军事训练，袁永熙则在卧病休养。
1937年7月，卢沟桥事变爆发，清华大学、北京大学、南开大学奉命南迁，袁永熙的两位姐夫叶公超、孙国华随校南迁。1937年9月，袁永熙的大哥袁永辉经八路军西安办事处介绍，赴八路军在五台山的随营学校学习。1938年春，袁永熙带病随五姐和朱自清教授家眷一道离开北平，同年5月到达西南联大的所在地昆明。

### 在西南联大
袁永熙抵达昆明时，西南联大刚刚自湖南长沙迁到昆明，1938年5月4日开学。西南联大文法学院当时则设在蒙自，准备考西南联大经济系的袁永熙借住在蒙自的朱自清家。此时，原中共北平崇德中学党支部书记力易周也抵达蒙自，此前他曾在延安的陕北公学学习。袁永熙、朱彩芷、力易周等人一边复习备考， 一边同原清华大学学生中的“中华民族解放先锋队”队员联络，以蒙自县文庙作为校舍，开办了民众夜校，实际负责人是袁永熙。
暑假过后，西南联大文法学院迁至昆明，袁永熙等人随之来到昆明。在昆明，力易周和从北平撤来的中共党员黄元镇、郝诒纯会合之后，自动组成中共临时党小组，并且同中共云南省特委领导的“抗日青年先锋队”联络。在中共中央长江局巡视员马子卿指导下，“中华民族解放先锋队”和“抗日青年先锋队”合并，成立“中华民族解放先锋队云南地方总队部”，力易周任总队长，袁永熙任总部组织干事。不久，临时党小组改为临时党支部，袁永熙被吸收为中共党员。西南联大发榜，袁永熙考入西南联大经济系。
1939年1月，中共中央决定成立以周恩来为书记的中共中央南方局，撤销中共中央长江局；中共云南省特委改为中共云南省工委，马子卿改任中共云南省工委书记。马子卿上任后，整顿了党的组织。和中共云南省工委取得联系的西南联大中共秘密党员分属于三个系统：一是力易周任书记的临时支部；二是自重庆转来的邢福津（方群）等四名党员；三是原中共中央长江局青年工作特派员王亚文为首的六名党员，是日军占领长沙后，奉叶剑英指示撤至西南联大，组织上同中共中央长江局直接联系。中共云南省工委决定，将前两部分的党员合编，成立中共西南联大党支部。原临时支部书记力易周，因在延安时受康生制造的一起错案株连，正在接受组织审查（后于1980年平反），中共云南省工委决定袁永熙任中共西南联大党支部书记，邢福津任组织委员。此外，王亚文领导的组织改同中共中央南方局直接联系，与西南联大党支部平行。1939年夏，王亚文从西南联大经济系毕业后回中共中央南方局，他原来领导的党员被编入中共西南联大党支部，由袁永熙领导。
1938年秋，在重庆南渝中学加入中共，后经党员训练班学习的西南联大新生邢福津，联络曾共同受训的几位党员及20余名同学，发起成立社团，以联络感情、交流学习心得、进行文体活动、生活互助为宗旨。袁永熙闻讯后支持，并动员几位党员和同学加入，年底召开成立大会，取名“群社”，并聘曾昭抡、余冠英等教授为导师，还向西南联大训导处登记，成为一个以中共秘密党员为领导、以西南联大学生为基础的公开合法的学生团体。“群社”成立后，西南联大先后成立了许多社团，其中部分为中共党员、“中华民族解放先锋队云南地方总队部”成员领导。
1939年春，十八集团军重庆办事处成立，设在红岩村，同时是中共中央南方局的秘密机关。1939年暑假，袁永熙参加了中共中央南方局青委举办的西南地区八所大学党支部书记训练班，训练班主持人是中共中央南方局青委书记蒋南翔。中共中央青委负责人冯文彬、胡乔木自延安到重庆指导。训练班结业后，袁永熙是最后离开红岩村的一名学员，因为他结核病复发而吐血。中共中央南方局西南工委书记钱瑛原想让袁永熙留在南方局青委任职，中共云南省工委的组织部长何礼则想让袁永熙回西南联大，最终袁永熙回西南联大。

### “民主堡垒”
1939年秋，西南联大第二届招生，中共中央南方局转来新生中的中共秘密党员的组织关系，袁永熙和这些党员分别见面，其中就包括陈布雷的女儿陈琏。陈琏是西南联大地质学专业的新生。自此，陈琏在袁永熙的领导下负责女同学的工作。
1940年，三青团组织了“青年剧团”，分化了西南联大的话剧团，中共党组织随即通过“群社”组织了戏剧研究会，在纪念鲁迅逝世四周年之际，排演《阿Q正传》。同年9月初，国民政府军事委员会办公厅抄送云南省政府一道密令，内附一份黑名单，要求云南省政府主席兼国民政府军事委员会昆明行营主任龙云“查照参考”，黑名单上有大约20名西南联大师生，第一名为“群社”的导师曾昭抡教授，其他人还有袁永熙、池际尚、周锦钧、缪景瑚等人。9月12日，龙云批转云南省教育厅：“遵照，严密注意防范。”但龙云未采取具体行动。9月25日，《阿Q正传》在中国国民党云南省党部大礼堂公开演出，随后连演十五场。中共党组织动员了200多人参加了此剧的工作，其中陈琏是前台招待工作负责人。
此时，西南联大已有中共秘密党员83人，占云南省247名中共党员的三分之一，为西南联大中共党员最多的时期，中共云南省工委乃决定成立中共西南联大党总支，袁永熙任总支书记，陈琏任宣传委员。1940年9月，中共云南省工委任命袁永熙为青委委员，李晨接任总支书记。在第三届西南联大学生自治会选举中，中共方面的郝诒纯当选学生代表大会主席，邢福津任学生自治会干事会主席，中共由此控制了此前由中国国民党和三青团控制的西南联大学生自治会。

### 隐蔽战线
1941年初，皖南事变发生。西南联大的中国国民党和三青团在壁报上攻击新四军和中国共产党。西南联大的《群声》壁报则率先在校内贴出《皖南事变剪报特辑》，抨击中国国民党方面。此时，军统特务首脑康泽携黑名单及办集中营的计划来到昆明，准备对中共党员进行大规模逮捕。中共云南省工委按照中共中央“隐蔽精干，长期埋伏，积蓄力量，以待时机”的方针，决定将一部分中共党员和积极分子撤离学校，分散至昆明周边的泸西、昭通和滇南箇舊隐蔽。
袁永熙被疏散到箇舊，以中共党员主办的《曙光报》社为据点，负责联络被疏散的同学，并负责在周边数县开展中共的工作。邢福津到蒙自高级工业职业学校任教，陈琏到石屏师范学校任教。康泽的大逮捕计划在云南高层人士及西南联大常委梅贻琦的抵制下逐步落空时，被疏散的中共党员和积极分子正在新环境下开展教育工作及民众运动。
中共云南省工委根据中共中央南方局的指示，通知袁永熙等人转而利用可靠的社会关系或职业，准备长期隐蔽。袁永熙遂自箇舊来到四川省江津县的白沙，居住在其五姐夫、国立编译馆孙国华教授家。临行前，他曾赴石屏看望陈琏，知道陈琏已同家庭中断联系，故给她留了生活费。
寒假期间，袁永熙通过沈钧儒的侄女沈语与邓颖超接头，希望到中共中央南方局汇报工作。邓颖超让沈语转告袁永熙赴红岩村的八路军办事处，由邓颖超带其进入上清寺50号周公馆。袁永熙向钱瑛汇报了工作。针对陈琏的情况，钱瑛说：“知识分子在农村，若没有社会职业，反而容易暴露。”邓颖超说：“还是派人把她找回来，留在她父亲身边可靠。”
刚来到白沙时，袁永熙化名“李义劳”，在山区一家中学任教。自重庆汇报工作回来后，他转至国立九中任教。学期结束之后，他又转移了隐蔽地点。
1944年4月，日军发动豫湘桂战役，国军大溃退，日军一直进至贵州独山。9月中，中共代表林伯渠在国民参政会上要求废止中国国民党一党专政，成立联合政府及联合统帅部。双十节时，西南联大教授闻一多等人主持召开五千人大会，并在《宣言》中要求“坚持抗战，实行民主，结束党治，还政于民。”在此形势下，中共中央南方局通知袁永熙回到西南联大复学。

### 一二·一运动
自袁永熙等人撤离西南联大之后，留在西南联大的中共党员不足20人。袁永熙回到西南联大时，中共党员洪季凯、马千禾（识途）正分头准备成立“民主青年同盟”。1944年2月，洪季凯召开代表大会，宣布成立“民主青年同盟”；1944年5月，马千禾的“民主青年同盟”宣布成立。中共云南省工委随后决定，前者称为“民主青年同盟”第一支部，由袁永熙联系；后者称“民主青年同盟”第二支部，由马干禾、李凌负责。两个支部相互平行，不发生横向关系。
1945年8月15日，日本投降。随后，毛泽东到重庆，和蒋介石开展重庆谈判，10月10日，国共两党签订《双十协定》。9月中，重庆谈判进行时，蒋介石发动上党战役，进攻晋冀鲁豫解放区；10月3日，蒋介石突然派出驻昆明的嫡系部队，成功胁迫云南省主席龙云下台，任命CC系要人李宗黄为中国国民党云南省党部主任，代理云南省主席，关麟征任警备司令。此后，云南省转而公开镇压民主运动。
1945年11月25日，西南联大、云南大学、中法大学、云南省立英语专科学校的学生自治会发起，在云南大学的至公堂举办时事晚会。李宗黄当即命令禁止“一切集会或游行”，不准云南大学出借会场。晚会被迫改在西南联大新校舍的大草坪举办。晚会前，袁永熙与有关人员安排了主席团及纠察队的工作，并邀请到钱端升、伍启元、费孝通、潘大逵四位教授发表讲演。
李宗黄布置军警、特务在会场内外骚扰。他们首先割断电线，使整个会场一片漆黑中。费孝通教授喊道：“在黑暗中我们更要呼吁和平！”会场秩序随即恢复，汽灯点燃之后，演讲继续。此后，一名穿长袍自称姓王的“老百姓”跳上主席台，说“中国目前是内乱，不是内战，共产党陈兵作乱，政府理当勘乱”。学生们当即传递纸条揭露称，这个所谓“老百姓”是中国国民党云南省党部调查统计室主任查宗藩。纠察队将查宗藩押送出西南联大校门。此后，关麟征命包围会场的第五军邱清泉部，以机关枪、步枪对空扫射，子弹在学生们头上不断飞过。袁永熙后来回忆说：“学生们本来没有罢课的打算，这一来激怒了大家。他们连夜签名，要求罢课抗议。”次日清晨的报纸上，中央社说昨晚西门外“发生匪警”，驻军前去捕捉，“匪徒竟一面鸣枪，一面向黑暗中逃窜而散”，诬称学生为“匪”。师生们由此更加群情激愤。袁永熙后来回忆说：“我们只好因势利导，支持同学的罢课要求，把组织工作跟上去。”
1945年11月28日，经过两天准备之后，昆明市学联组成由31所大、中学校参加的罢课联合委员会，会上通过了袁永熙起草的《罢课宣言》，宣布自11月26日起罢课。《宣言》呼吁当局立即停止内战，立即撤出驻华美军，组织民主联合政府，保障人民的言论、结社、集会、游行自由。《宣言》还向云南省当局提出了四项要求：追究射击西南联大事件之责任；取消不准集会、游行的禁令；不准逮捕学生；责令说谎的中央社道歉。
蒋介石电令李宗黄“以组织对组织，以宣传对宣传，以行动对行动”，李宗黄遂派出军警，殴打在街头宣传的学生，并强迫学生“无条件复课”。事态进一步扩大。一些教授劝学生复课。当晚，袁永熙不顾戒严，来到西仓坡教授宿舍找到闻一多，并在闻一多家遇到了中国民主同盟的吴晗。起初，闻一多认为应当复课，吴晗也称中国民主同盟方面主张复课，但袁永熙对吴晗说，“这事应多听听其他方面的意见，希望‘民盟’支持罢委会的宣言。”由于当时和中国民主同盟联系的中共中央南方局派出的华岗，在蒋介石袭击龙云之后已奉命撤离昆明，中国民主同盟方面不了解中共方面的最新立场。而袁永熙起草的《罢课宣言》中的主张是经中共中央南方局同意，故袁永熙向吴晗暗示：“和你联系的人已经离开了；中共方面新的意见你还不了解。”闻一多将吴晗叫出屋外，悄悄提示吴晗说：“他可能是地下党员。”两人回屋后，同袁永熙商讨对策。袁永熙进行了解释，并称：“为了避免损失，我们可以劝说同学在校内活动，停止街头宣传。”此后，西南联大教授会、中国民主同盟云南支部向当局提出抗议，支持学生罢课。
12月1日，李宗黄派员携带凶器，分头闯进西南联大、云南大学、中法大学、西南联大附中、南菁中学等校，殴打手无寸铁的学生。南菁中学教师于再被手榴弹炸死在西南联大新校舍门前，西南联大师院学生潘琐（女）、李鲁连以及云南省立昆华高级工业职业学校的张华昌也被手榴弹炸死，此外重伤25人，轻伤30余人。此即一二·一惨案。
惨案发生后，袁永熙和中共云南省工委书记郑伯克决定抓住时机反击。一是编印并散发《一二·一惨案实录》、告全国同胞、告师长、告家长以及《向昆明父老沉痛呼吁》等公开书；二是公祭遇难的四烈士，在西南联大图书馆设灵堂，接待各界吊唁；三是出版《罢委会通讯》，派中共地下党员王汉斌赴重庆进行串联。一时之间，昆明的大、中学教师罢教，赴灵堂吊唁的昆明市民累计达到15万人次，全中国的舆论大部分都在谴责当局、声援学生。
蒋介石希望平息事件，乃授意关麟征向学生“道歉”，并且“缉凶慰抚”，以通过处理几名替罪羊来敷衍学生。罢委会对此断然拒绝，并在2月6日的第二次《告全国同胞书》中提出：严惩主谋凶犯关麟征、李宗黄、邱清泉；负担死伤者的丧葬费、抚恤费、医疗费；赔偿全部公私损失。蒋介石被迫宣布“将关停职，听从议处”，授意新任云南省主席卢汉及国民政府教育部次长朱经农，会同西南联大等四校的校长，与罢联代表进行复课谈判。
在谈判中，卢汉同意解决丧葬费、抚恤费、医疗费、赔偿费等要求，“惟惩凶须国民党中央处理”。此时罢课已经半个月，郑伯克、袁永熙根据形势，决定由西南联大自治会提出“停灵复课”，先决条件为惩办主谋凶犯，废除集会游行禁令，中央社对学生道歉。1月18日晚，袁永熙再度访问闻一多，请其将“停灵复课”方案向西南联大教授会和西南联大常委梅贻琦转达。闻一多与梅贻琦商谈四小时后，梅贻琦主持召开西南联大教授会议，讨论自治会的建议。其中，关于中央社道歉之事，教授会决定向新闻界发表事实真相报告，并送交《中央日报》刊登；惩办主凶之事，教授会决定吁请国民政府对李宗黄“先行撤职”，否则教授将全体辞职；李宗黄、关麟征等人应负担的法律责任，由西南联大教授组成的法律委员会具状控诉。
1月24日，梅贻琦等人在记者招待会上发表事实真相，西南联大教授会发出了对李宗黄、关麟征的两份《告诉状》，同时李宗黄被“调离”昆明。三天后，昆明的44所大、中学校学生全体复课，教师复教，《罢委会通讯》在终刊社论中称：“这是一个新的开始。”

### 五·二〇运动
1946年2月，袁永熙到红岩村向钱瑛汇报工作。2月22日，重庆一万多人参加反苏游行，游行队伍经过红岩村附近的化龙桥之时，一伙人乘机捣毁了《新华日报》营业部。红岩村内，钱瑛当即让袁永熙藏到三层，所幸红岩村并未受到冲击。当时，国民政府正准备还都南京，八路军重庆办事处即将随之迁至南京。西南联大决定1946年5月复员，钱瑛乃让袁永熙赶紧回昆明，率50多名党员、150多名“民主青年联盟”成员回北平、天津。最后，钱瑛问袁永熙：“你和陈琏的关系明确了吗？她现在中央大学，你应该去看看她。”袁永熙遂来到沙坪坝的中央大学，与陈琏道别。此后，陈琏随陈布雷赴南京，袁永熙赴北平。
根据中共中央南方局的指示，来北平的中共党员，转地点但不转组织关系，原有的两个党支部继续平行，由中共中央南方局（后来为中共中央上海局）直接联系。抵达北平后，袁永熙通过孙国梁与中共晋察冀中央局城工部的余涤清取得了联系，双方决定指导北平学生运动的中共党组织独立活动，不发生横向关系。前者称“南系”，由袁永熙、王汉斌领导，后者称“北系”。从此，袁永熙以金城银行职员的身份为掩护，领导北平的学生运动，陈琏也转移到了北平，以贝满女中教员的身份，在袁永熙的领导下负责职业青年的工作。
1946年9月至11月内，驻华美国海军陆战队残害中国民众事件发生了32起，中国民众死伤40人。12月24日晚，据称两名美国军人强奸了北京大学先修班学生沈崇，形成沈崇案。袁永熙、王汉斌得知后，决定发动学生罢课，北京大学学生当即召开各系级、各社团的会议，准备组织抗议活动。12月30日，清华大学、燕京大学的学生进入北平城，与城内的北京大学等校学生会合，游行抗议美军的暴行，喊出“美国兵滚出中国去！”的口号。全中国各大城市的学生50多万人响应，成为第二次国共内战爆发后蒋管区学生大规模反美国、反蒋介石的首次记录。
抗暴运动逐渐平息后，袁永熙首次赴上海向钱瑛汇报工作。当时，中共在上海的代表机关已撤回延安，钱瑛化名“陈苹”，扮为家庭妇女，隐蔽在上海一幢普通的弄堂房屋内。
1947年“红五月”的国统区学生斗争，是中共中央上海局请示中共中央后主动进行的出击。4月底的一天，钱瑛率袁永熙来到上海南京路的先施公司，同中共中央上海局书记刘晓接头，此后，袁永熙、刘晓进入一座弄堂房屋的阁楼内。上海局负责学生运动的吴学谦、张本已先期抵达。刘晓布署先在上海、南京、杭州、苏州、北平、天津六个城市发动学生进行“反饥饿、反内战”斗争。在“红五月”掀起高潮。袁永熙离开上海时，钱瑛说：“你和陈琏相爱多年，该结婚了。婚后，有陈布雷的社会关系作掩护，更有利于隐蔽。”
“红五月”是从纪念五四运动开始的。5月4日当天，上海各学校的学生与市民举行了“反内战、反饥饿”示威游行，遭国民政府军警镇压。5月9日，学生的反饥饿斗争与工人要求改善待遇、反对国民政府冻结工资的斗争汇合，当天有8000多名工人和学生包围了上海市政府，2000多名公共汽车和电车工人、15000多名丝织厂工人举行了游行示威。5月10日，百货公司职工也上街游行。
5月18日，北平学生“反饥饿、反内战、反迫害”宣传队上街，警备司令部调青年军208师冲击宣传队，殴打学生，造成五·一八血案。当天晚上，北京大学、清华大学、燕京大学等校联合了天津的南开大学、北洋大学、唐山交通大学召开了紧急代表会议，成立了“华北学生反饥饿、反内战联合委员会”，决定于5月20日在北平、天津同时举办示威游行。
5月20日，南京的中共地下党发动南京、上海、苏州、杭州的6000多名学生向国民参政会请愿，被国民政府的军警及骑兵队殴打致伤50余人；天津的南开大学、北洋大学等校的游行队伍也遭殴打；北平学生的游行队伍15000多人，自北平沙滩的北京大学红楼广场出发，在北平市中心游行20多华里，共经五个半小时，最终回到红楼广场。“反饥饿反内战联合委员会”主席团在学生们的临时动议下，将红楼广场命名为“民主厂场”，同时还宣布6月2日为“全国反内战日”，要求举行罢课、罢教、罢工、罢市这“四罢”斗争，在匆忙中通过了表决。
袁永熙、王汉斌等北平中共地下党“南系”学委当即与“北系”学委的负责人召开紧急磋商，最后一致认为“四罢”的决定既不慎重也不策略。双方决定说服学生，修正临时动议。改于6月1日举行“民主广场”命名典礼，6月2日在各校校内分散举办集会。
6月2日，北京大学、清华大学、燕京大学、中法大学等校周围布满军警，铁丝网密布，机关枪对准各学校大门。但学生们在华北学联组织下，在 “民主广场”召开追悼被国民党特务杀害的闻一多、李公朴和一二·一惨案殉难四烈士大会，避开了国民政府的屠杀。

### 被捕与获释

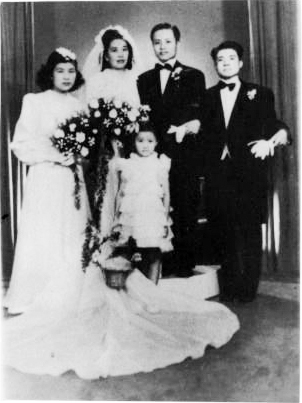
袁永熙和陈琏的结婚照

1947年8月，袁永熙和陈琏在北平东交民巷六国饭店礼堂举行了隆重的婚礼。陈布雷发请帖邀请了北平的政要出席，证婚人为北平市市长何思源。袁永熙和陈琏本不愿搞得如此隆重。但代表陈布雷从上海来北平主持婚礼的陈训悆对侄女陈琏说：“不要以为你只是一个普通教师，你是陈布雷的女儿，你姐姐在上海举行婚礼时，孔祥熙院长还亲自来道贺哩！”中共中央上海局的钱瑛在袁永熙离开上海时，对袁永熙说：“婚礼要办得体面些，因为这是陈布雷嫁女儿，有了这层社会关系，更有利于你们安全隐蔽。”钱瑛还陪袁永熙赴上海的四大公司购买结婚用品。此外，钱瑛还嘱咐袁永熙说：“共产党员要珍惜自己的政治生命，保持革命气节，头可断，革命意志不能动摇。倘若被敌人逮捕，不得暴露政治身份，不能出卖同志和党的机密。”
当时，东北民主联军开始了秋季攻势。蒋介石抓紧搜捕中共的地下组织。1947年9月底的一天，在北平东城棉花胡同的一所四合院内，袁永熙正在家中与职业青年支部的邢福津、陈琏开会；中共清华大学党支部书记陈彰远也来此向袁永熙汇报发展“民主青年联盟”的工作。特务突然闯入，搜出了油印的《民主青年同盟章程》，当场逮捕了袁永熙、邢福津、陈琏、陈彰远。当晚关入炮局监狱。第二天、第三天，留在袁永熙家的特务先后逮捕了来联系工作的北京大学学生吴漠、力易周，燕京大学学生龚理康等人。消息传出之后，北京大学、清华大学、燕京大学的学生当即准备罢课。
袁永熙夫妇的被捕，是由于中共北平地下党被部分破坏。袁永熙夫妇结婚时，陈琏的同事、贝满女中教师田冲前来道贺，袁永熙曾和田冲交换名片。1947年9月底，中共北平地下党部分组织遭破坏，城工部的余心清等两人被捕，秘密电台遭破坏，隐藏在北平市政府的梁霭然局长等三人也被逮捕，王冶秋逃脱；田冲的朋友、报务员李政宣叛变，田冲因此受牵连。保密局从田冲身上搜出了袁永熙的名片，便按名片上印的住址逮捕了袁永熙夫妇。
10月3日，周恩来看到北平合众通讯社报道了余心清以及袁永熙夫妇被捕的消息之后，随即电示后委的罗迈及李克农：“此案为军统局发动，似牵涉范围甚广，有扩大可能。陈琏、袁永熙与学运有关，望罗迈电告钱瑛严防牵连上海学运。”但是，中共的情报系统和学运系统的组织关系严格分开，故中共方面对军统“捕去学运小袁夫妇”的渠道十分担心。10月6日，周恩来致电后委的杨尚昆、李克农、罗迈等人，要求“从各种可能上寻求破坏根据，杜绝一切可能牵连的漏洞，立即割断各种横的关系”，并请中共中央工委分告晋察冀边区的杜理卿（许建国）和中央青委的冯文彬，“利用他们关系追究此案破坏真相，并研究有无搭救可能和办法。”
电报发出后，钱瑛当即由上海撤往香港。在狱中，袁永熙同特务进行周旋，并挺过了酷刑。保密局的特务找不出袁永熙与秘密电台的联系，又无证据证明袁永熙是中共党员，袁永熙又是陈布雷的女婿，故最终特务只向上级提出了两条建议，一是送入青年集中营进行感化，二是送交军法处审理。11月29日，袁永熙等23人被押上飞机送至南京，关进宁海路19号的保密局看守所。
不久，有人告诉陈布雷，袁永熙为民主青年同盟盟员，并非中共党员，而陈琏仅是思想左倾。陈布雷乃先将女儿陈琏保释出狱，随后设法保释袁永熙。一日，特务手持印好的《悔过书》发给在押人员填写，其上文字是：“余受共产党煽惑，误入歧途，为奸工作，危害民国，愿悔过自新……”并有一位自称曾为莫斯科东方大学的留学生者，对袁永熙说：“我年轻时也信仰过马列主义，后来阅历增加，方知马列主义不合中国国情。知识分子是个信仰问题，你只要在上面签个字，办个手续，保证你没有事。”袁永熙说，“我没有误入歧途，也没有受人煽惑，我无过可悔。我不签。”狱友梁霭然对袁永熙说：“既然我们没有误入歧途，那就在这些字句面前一律添上‘并未’两字，这样就改变了《悔过书》的性质，又不激怒他们。”袁永熙便按此办理。不久，袁永熙被转押南京陆军监狱。1948年5月28日，陈布雷和袁永熙的姐夫叶公超（外交部次长）出面，将袁永熙保释出狱。
袁永熙出狱后，陈布雷为袁永熙和陈琏在南京找了工作。学过经济的袁永熙任职中央信托局，陈琏任职国立编译馆。有一次，袁永熙和陈琏赴上海，陈琏的表妹、中共秘密党员翁郁文前来看望他俩，陈琏对翁郁文说：“有没有办法到那边去？” “那边”指解放区。翁郁文乃向中共党组织反映了陈琏与袁永熙的愿望。上海中共党组织的领导要翁郁文继续保持联系，寻机护送他们到解放区。
1948年11月，辽沈战役结束，淮海战役正在进行，中国国民党大势已去。陈布雷因“目睹耳闻，饱受刺激”，于1948年11月12日晚服安眠药自杀身亡。翁郁文趁吊唁舅父陈布雷的机会来到南京，在灵堂一角通知袁永熙、陈琏夫妇做好准备。在南京举办的追悼活动结束之后，袁永熙、陈琏夫妇利用送陈布雷灵枢赴杭州安葬的机会，摆脱特务监视，留在陈布雷在上海的家中。在上海的中共地下党帮助下，翁郁文陪他们登上沪宁铁路的列车，在镇江站下车，渡过长江到山东兖州中共中央华东局所在地。经中共中央华东局与中共中央联系之后，袁永熙、陈琏夫妇来到了北平。

### 蒙冤
1949年，袁永熙回到和平解放之后的北平，中共党组织按照规定对其在狱中的表现进行了审查。中共中央青委审查后作出处理意见：“恢复党籍，留党察看一年。”但是，主管部门认为袁永熙“政治动摇，不敢坚持真理而向敌人屈服，丧失党员气节”，乃将袁永熙“开除党籍，批准其重新入党”。袁永熙回忆称，该决定“导致党组织在使用我时受到一定的限制。”1949年3月初，中华全国学生第14届代表大会时，毛泽东在北平香山接见学生代表，袁永熙被认为不符合条件而被排除在接见之外。会后，他被分配到团中央学生部担任秘书主任、副部长。1953年，调任中共清华大学党委书记（校长为蒋南翔）。1956年被撤职，改任校长助理，蒋南翔继任党委书记。
1957年，袁永熙被打成“右派分子”，并被扣上“阶级异己分子”的帽子。因此，他再度被开除中国共产党党籍，陈琏被迫和他离婚，袁永熙被下放到北京郊区南苑生产队劳动改造。其间，他放羊、喂猪、掏厕所，已多年患肺结核的袁永熙又染上了羊身上的布鲁氏杆菌，整日发高烧，病了一年。1965年5月，已经摘掉“右派”帽子的袁永熙被遣送离开北京，到河北省南宫县中学当教师。1965年10月，南宫中学32岁的化学教师张兰芬和袁永熙结婚。1966年，文化大革命爆发，袁永熙成为南宫县的“黑线“人物，被称作“刘少奇在南宫的定时炸弹”，“袁世凯的孙子”等等，遭到殴打和凌辱，但妻子张兰芬没有抛弃他。

### 平反
1978年12月，中共十一届三中全会召开。1979年2月，中共清华大学党委根据中共十一届三中全会的精神，对袁永熙的“右派”问题进行复查，作出结论：“袁永熙同志原划右派问题属于错划”，经中共北京市委批准“予以改正；撤销原开除党籍的决定，在原决定中关于袁永熙同志阶级异己分子的结论是错误的，也予以撤销恢复党籍，恢复政治名誉”以及原工资待遇。一年半之后，中共共青团中央机关党委办公室上报中共中直机关党委的复查意见中，确认当年袁永熙在监狱中“没有暴露共产党员身份，保护了同时被捕的同志，保守了党的组织秘密，表现出了一个共产党员的革命品质”，出狱后“积极找党，当即向党作了彻底交代，没有隐瞒，表现出他对党的忠诚”，故1957年主管部门对袁永熙的处理意见“是不妥的”，建议撤销。1980年10月13日，中共中央组织部复函“同意”团中央机关党委的复查意见，“恢复袁永熙同志的党籍”，撤销1957年 “不妥当”的意见。
1982年，袁永熙被任命为北京经济学院院长。此后担任第六届、第七届全国政协委员。1985年，帅孟奇主持编写《忆钱瑛》一书的会议，袁永熙参加了此次会议。
1999年12月13日凌晨，袁永熙病逝，享年82岁。

## 家庭
- 大哥：袁永辉(1911-1940)，袁永懿、于公。1935年毕业于清华大学历史学系，到天津南开中学任教，1936年考入南开大学经济研究所，为第二届研究生。1937年七七事变后，参加了抗日民族解放先锋队，经八路军西安办事处介绍，到山西八路军随营学校学习，1937年底结业后被派往徐州，参加“平津流亡学生同学会”的工作。1938年2月到山东滕县“善堌农民抗日训练班”任军事教员，并组建了滕县历史上第一支共产党领导下的抗日武装“抗日义勇队”，任队长。1938年4月，滕县人民抗日义勇队伏击日军汽车队。李乐平、袁永懿、渠玉柏率领滕县人民抗日义勇队，在官桥南二华里处岗头山，伏击日军汽车队，炸毁汽车一辆，毙伤敌数人。此战是滕县人民抗日武装对日军作战的开端。仗虽不大，战果也不多，但是胜利的消息顿时传遍全县，义勇队的声威大震。1938年5月任鲁南人民抗日义勇队第一总队第二大队队长。1938年秋加入中国共产党。1938年冬，山东纵队成立，被任命为纵队参谋处作战科科长。1939年8月的“肃托”中被审查，1940年4月在沂南县被处决。1985年1月，中共山东省委组织部为袁永懿平反昭雪，恢复名誉。
- 二姐：袁永熹，毕业于燕京大学，与清华大学外文系主任叶公超结婚。
- 五姐：袁永懿，毕业于辅仁大学，与清华心理系主任孙国华结婚。[1]